# Rima, Qatana
Rima (tiếng Ả Rập: ريمه) là một ngôi làng của Syria ở huyện  Qatana thuộc tỉnh Rif Dimashq. Theo Cục Thống kê Trung ương Syria (CBS), Rima có dân số 1.132 người trong cuộc điều tra dân số năm 2004. Cư dân của nó chủ yếu là Druze.